# Штормівська сільська рада (Новоайдарський район)
| Штормівська сільська рада — колишній орган місцевого самоврядування у Новоайдарському районі Луганської області з адміністративним центром у с. Штормове. Історична дата утворення: в 1919 році. Водоймища на території, підпорядкованій даній раді: річка Айдар. Сільській раді підпорядковані населені пункти: - с. Штормове - с. Ковпаки - с. Переможне - с. Петренкове - с. Трудове |

## Склад ради
Рада складається з 16 депутатів та голови.

### Керівний склад ради
| ПІБ                          | Основні відомості                                                         | Дата обрання | Дата звільнення |
| ---------------------------- | ------------------------------------------------------------------------- | ------------ | --------------- |
| Будник Варвара Костянтинівна | Сільський голова, 1949 року народження, освіта, член народної партії      | 26.03.2006   | 31.10.2010      |
| Антіпова Світлана Миколаївна | Сільський голова, 1966 року народження, освіта вища, член Партії регіонів | 31.10.2010   |                 |

Примітка: таблиця складена за даними джерела